# Deh 4/4
Le Deh 4/4 sono delle locomotive a scartamento ridotto (1 metro), costruite a partire dagli anni 1975. Esse sono state prodotte in 3 serie:
- Deh 4/4 I 21 - 24, costruite per la BVZ (Ferrovia Briga-Visp-Zermatt).
- Deh 4/4 I 51 - 55, costruite per la FO (ferrovia del Furka-Oberalp).
- Deh 4/4 II 91 - 96, costruite per la FO (ferrovia del Furka-Oberalp).

## Deh 4/4 I ex BVZ
| Numero di servizio | Nome di battesimo | anno di messa in servizio | Stato                    |
| ------------------ | ----------------- | ------------------------- | ------------------------ |
| 21                 | Stalden           | 1975                      | Demolita                 |
| 22                 | St. Niklaus       | 1975                      | Demolita                 |
| 23                 | Randa             | 1976                      | in servizio come riserva |
| 24                 | Täsch             | 1976                      | Demolita                 |

## Deh 4/4 I ex FO
| Numero di servizio | Nome di battesimo | anno di messa in servizio | Stato       |
| ------------------ | ----------------- | ------------------------- | ----------- |
| 51                 | Disentis/Mustér   | 1972                      | in servizio |
| 52                 | Tujetsch/Sedrun   | 1972                      | in servizio |
| 53                 | Urseren           | 1972                      | in servizio |
| 54                 | Goms              | 1972                      | in servizio |
| 55                 | Brig              | 1972                      | in servizio |

## Deh 4/4 II ex FO
| Numero di servizio | Nome di battesimo | anno di messa in servizio | Stato       |
| ------------------ | ----------------- | ------------------------- | ----------- |
| 91                 | Göschenen         | 1979                      | in servizio |
| 92                 | Realp             | 1979                      | in servizio |
| 93                 | Oberwald          | 1979                      | in servizio |
| 94                 | Fiesch            | 1979                      | in servizio |
| 95                 | Andermatt         | 1984                      | in servizio |
| 96                 | Münster           | 1984                      | in servizio |

## Galleria d'immagini

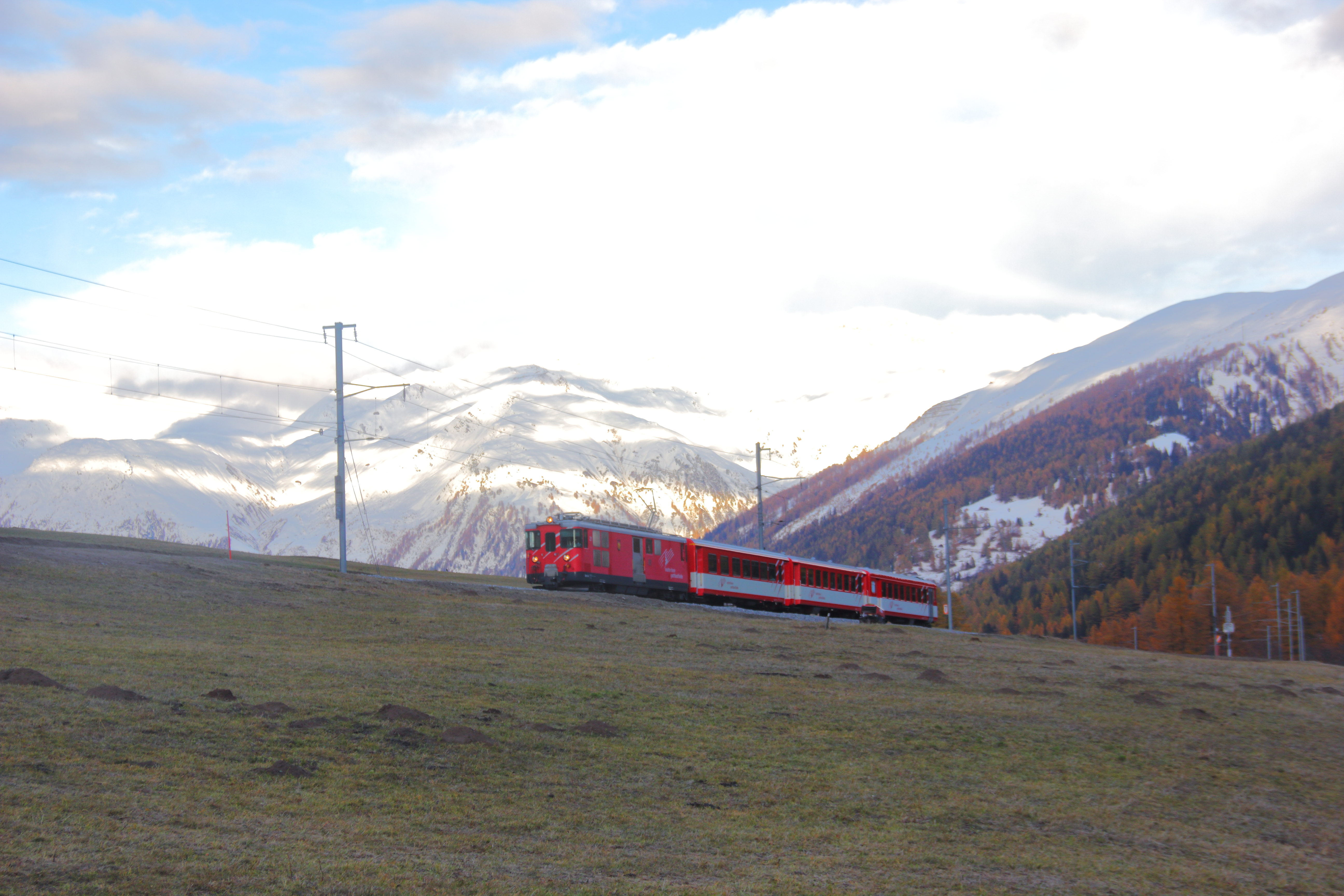
Deh 4/4 I Ex BVZ
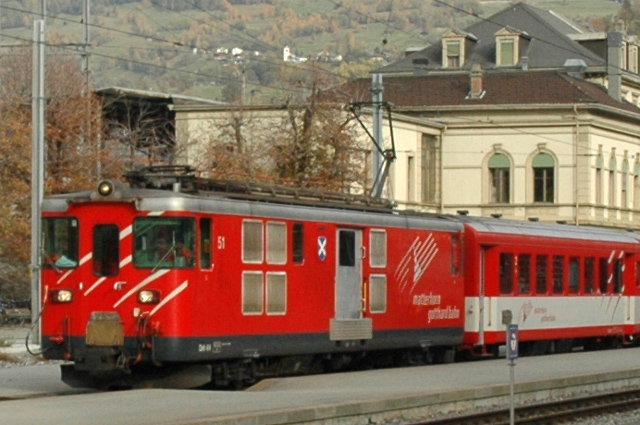
Deh 4/4 I ex FO
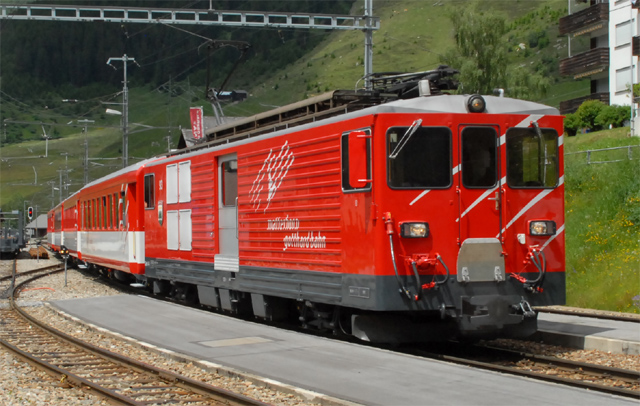
Deh 4/4 II ex FO